# S1 Core
S1 Core (nome in codice Sirocco) è un microprocessore open source hardware sviluppato dalla Simply RISC. S1 Core è basato sul processore UltraSPARC T1 prodotto da Sun Microsystems. Il progetto è pubblicato sotto licenza GNU General Public License, dato che questa è la licenza scelta da Sun per il progetto OpenSPARC.
L'obiettivo del progetto è mantenere il processore semplice in modo da incoraggiare lo sviluppo del progetto. Le maggiori differenze tra T1 e S1 sono:
- Il progetto S1 Core include un solo core a 64 bit SPARC (con supporto di 4 thread) a differenza del T1 che contiene 8 core.
- Il progetto S1 Core include un bridge per bus Wishbone, il reset controller e un semplice gestore degli interrupt.